# سووژتسه (استان اشوی‌داشکسیه)
سووژتسه (به لهستانی: Sworzyce) یک منطقهٔ مسکونی در لهستان است که در گمینا کونگسکیه واقع شده‌است. سووژتسه ۲۹۰ نفر جمعیت دارد.